# Rada Ministrów Republiki Krymu
Rada Ministrów Republiki Krymu (ros. Совет министров Республики Крым, ukr. Рада міністрів Республіки Крим, krymskotat. Къырым Джумхуриетининъ Назирлер шурасы, Qırım Cumhuriyetiniñ Nazirler şurası) – najwyższy organ wykonawczy Republiki Krymu, podmiotu Federacji Rosyjskiej. Podobnie jak przynależność Krymu do Rosji, organ nie jest uznawany przez Ukrainę i większość państw członkowskich ONZ.

## Historia
27 lutego 2014 Rada Najwyższa Republiki Autonomicznej Krymu przyjęła wotum nieufności dla rządu Republiki Autonomicznej Krymu, w wyniku której został on odwołany, a nowym premierem został Siergiej Aksionow. 17 marca 2014 na podstawie nieuznawanego przez władze Ukrainy referendum jednostronnie proklamowano niepodległość Republiki Krymu. Tego samego dnia organem wykonawczym samozwańczej republiki ogłoszono Radę Ministrów Republiki Krymu. Po aneksji Krymu przez Rosję 18 marca 2014 Rada Ministrów Republiki Krymu została przekształcona w organ wykonawczy podmiotu Federacji Rosyjskiej.